# Blauer Heinrich (Suppe)
Blauer Heinrich ist im Volksmund die Bezeichnung für eine Graupensuppe. 
Eine Erklärung dazu findet sich im Werk Wörterbuch der deutschen Umgangssprache. Danach stammt der Begriff Blauer Heinrich bereits aus der Zeit des Königs Friedrich Wilhelm I. von Preußen. Angeblich hieß der vom König eingesetzte Armendirektor Heinrich. Während seiner Zeit wurden sehr dünne Suppen in Blechschüsseln an Arme verteilt. 
Auch für Grützsuppen, die man mit entrahmter Milch zubereitete, wurde der Ausdruck Blauer Heinrich verwendet. Mit diesem Hintergrund ist auch die Begriffsverwendung in Bildern und Texten von Heinrich Zille bei der Armenspeisung zu verstehen.